# Chevrier
Chevrier es una comuna francesa situada en el departamento de Alta Saboya, en la región de Auvernia-Ródano-Alpes.

## Demografía
| 194 | 182 | 182 | 203 | 221 | 306 | 638 |
| Para los censos de 1962 a 1999 la población legal corresponde a la población sin duplicidades (Fuente: INSEE [Consultar]) |     |     |     |     |     |     |